# Communes de la province de Lecce
- Haut – A
- B
- C
- D
- E
- F
- G
- H
- I
- J
- K
- L
- M
- N
- O
- P
- Q
- R
- S
- T
- U
- V
- W
- X
- Y
- Z

## A
- Acquarica del Capo
- Alessano
- Alezio
- Alliste
- Andrano
- Aradeo
- Arnesano

## B
- Bagnolo del Salento
- Botrugno

## C
- Calimera
- Campi Salentina
- Cannole
- Caprarica di Lecce
- Carmiano
- Carpignano Salentino
- Casarano
- Castri di Lecce
- Castrignano de' Greci
- Castrignano del Capo
- Castro
- Cavallino
- Collepasso
- Copertino
- Corigliano d'Otranto
- Corsano
- Cursi
- Cutrofiano

## D
- Diso

## G
- Gagliano del Capo
- Galatina
- Galatone
- Gallipoli
- Giuggianello
- Giurdignano
- Guagnano

## L
- Lecce
- Lequile
- Leverano
- Lizzanello

## M
- Maglie
- Martano
- Martignano
- Matino
- Melendugno
- Melissano
- Melpignano
- Miggiano
- Minervino di Lecce
- Monteroni di Lecce
- Montesano Salentino
- Morciano di Leuca
- Muro Leccese

## N
- Nardò
- Neviano
- Nociglia
- Novoli

## O
- Ortelle
- Otrante

## P
- Palmariggi
- Parabita
- Patù
- Poggiardo
- Porto Cesareo
- Presicce

## R
- Racale
- Ruffano

## S
- Salice Salentino
- Salve
- San Cassiano
- San Cesario di Lecce
- San Donato di Lecce
- San Pietro in Lama
- Sanarica
- Sannicola
- Santa Cesarea Terme
- Scorrano
- Seclì
- Sogliano Cavour
- Soleto
- Specchia
- Spongano
- Squinzano
- Sternatia
- Supersano
- Surano
- Surbo

## T
- Taurisano
- Taviano
- Tiggiano
- Trepuzzi
- Tricase
- Tuglie

## U
- Ugento
- Uggiano la Chiesa

## V
- Veglie
- Vernole

## Z
- Zollino